# Nick Sandberg
Sten Nikolai Sandberg (Tønsberg, 17 ottobre 1958) è un ex calciatore norvegese, di ruolo attaccante.

## Carriera

### Club
Sandberg giocò per l'Eik-Tønsberg, prima di passare al Frigg.

### Nazionale
Conta una presenza per la Norvegia. Il 30 giugno 1983, infatti, subentrò a Tom Sundby nella sconfitta per 0-1 contro la Polonia.